# Estadio 15 de Abril
Estadio 15 de Abril – stadion piłkarski w Santa Fe w Argentynie. Swoje spotkania rozgrywa na tym obiekcie Union Santa Fe. Nazwa odnosi się do dnia 15 kwietnia, który jest datą założenia klubu. Był to pierwszy w mieście stadion z betonowymi trybunami i sztucznym oświetleniem. Obiekt może pomieścić 26 000 kibiców.